# Trestioara (okręg Prahova)
Trestioara – wieś w Rumunii, w okręgu Prahova, w gminie Vâlcănești. W 2011 roku liczyła 427 mieszkańców.